# Estació de Diagonal-Provença
Diagonal i Provença és el nom que rep un intercanviador del ferrocarril suburbà barceloní que, per al metro de Barcelona, pren el nom Diagonal (antigament anomenada Diagonal (P. Gracia) L3 i Diagonal (Rbla. Cataluña) L5) a les línies de metro L3 i L5, operades per TMB, mentre pren el nom Provença a les línies de metro L6, L7 i línies suburbanes S1 i S2, operades per FGC. Malgrat la diferència de noms les dues estacions estan comunicades formant un intercanviador ferroviari situat sota la cruïlla del Passeig de Gràcia amb l'Avinguda Diagonal (part de Metro) i de l'Avinguda Diagonal amb el carrer de Balmes (part de FGC).

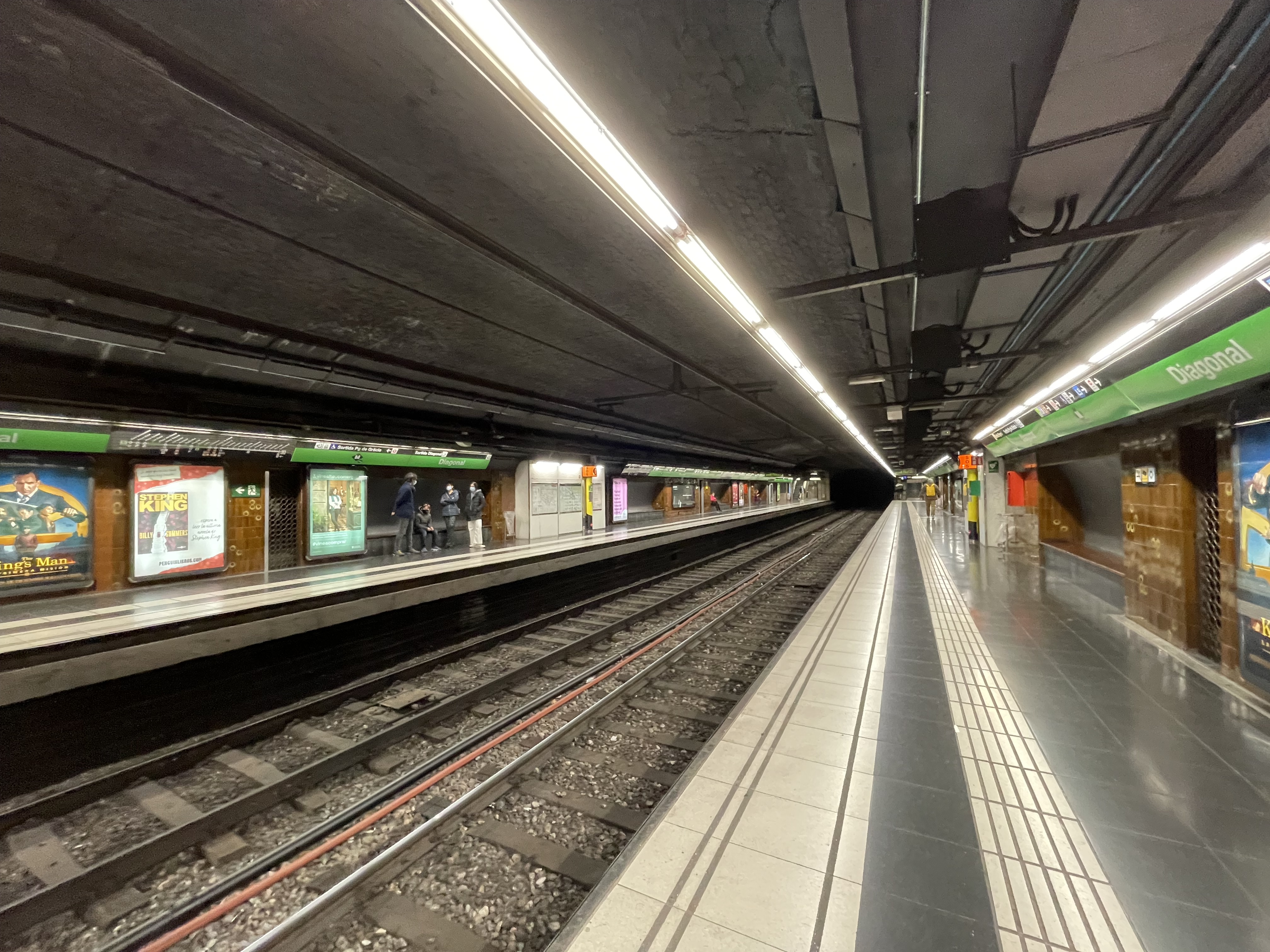
Estació de metro de la L3
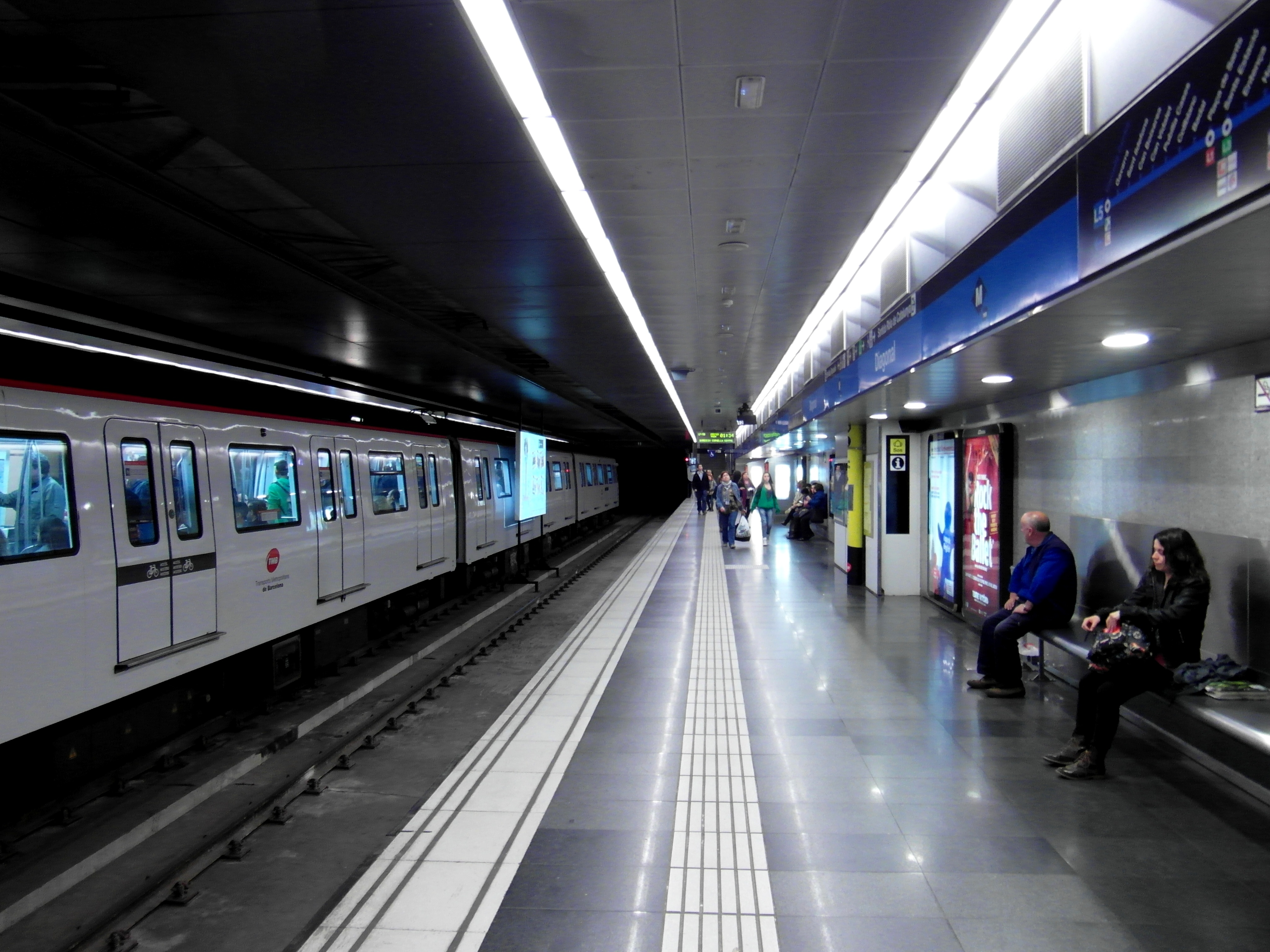
Estació de metro de la L5

Aquest intercanviador va ser la segona estació amb més demanda tant de la xarxa de Transports Metropolitans de Barcelona com de Ferrocarrils de la Generalitat de Catalunya durant el 2016: l'estació de Diagonal de TMB va registrar l'entrada de 15.261.825 passatgers, i l'estació de Provença d'FGC, va registrar-ne 8.541.579.

## Història
Degut a la progressiva construcció i augment de nombre d'habitants de l'Eixample, es presenta el 1876 el projecte del baixador de Provença del tren de Sarrià, que aleshores circulava per la superfície del carrer de Balmes.
El 1924 obertura de les andanes de la línia 3 del metro de Barcelona  amb el nom de Diagonal-Paseo de Gracia. Llavors era una estació del Gran Metro de Barcelona i no existia com tal la línia 3. El 1929 es soterra la línia del Ferrocarril de Sarrià a Barcelona amb la creació de l'estació subterrània de Provenza on paraven els trens de totes les línies de Ferrocarril de Sarrià a Barcelona com de Ferrocarrils de Catalunya. L'únic accés a l'estació és el vestíbul sota el carrer de Provença.
El 1969 obertura de les andanes de la línia 5 del metro de Barcelona.
El 1970 es construeix el vestíbul de l'estació de Provença sota la cruïlla dels carrers de Balmes i de Rosselló i el passadís que, des d'aquest vestíbul i per sota del carrer de Rosselló, uneix l'estació de Provença amb la de Diagonal.
El 1982 es canvia el nom, Diagonal-Paseo de Gràcia per Diagonal a seques i Provenza per Provença.
A la Dècada del 1990 es reforma parcialment l'estació de Provença, allargant-la pel costat inferior i fent nou el vestíbul sota el carrer de Provença.
El 2010 adaptació de l'estació a persones amb mobilitat reduïda, ampliació de vestíbuls i creació i ampliació dels enllaços amb la L3 i L5, després de 3 anys d'obres.
El 2019 s'amplia el vestibul d'un tram d'andana direcció Sarrià i nou accés des de l'àrea ampliada cap al vestíbul.

## Serveis ferroviaris
| Procedència/Destinació          | <                         | Línia                   | >         | Procedència/Destinació |
| ------------------------------- | ------------------------- | ----------------------- | --------- | ---------------------- |
| Metro de Barcelona              |                           |                         |           |                        |
| Zona Universitària              | Passeig de Gràcia         |                         | Fontana   | Trinitat Nova          |
| Cornellà Centre                 | Hospital Clínic           |                         | Verdaguer | Vall d'Hebron          |
| Línia Barcelona-Vallès de FGC   |                           |                         |           |                        |
| Barcelona - Pl. Catalunya       | Barcelona - Pl. Catalunya |                         | Gràcia    | Sarrià                 |
| Barcelona - Pl. Catalunya       | Barcelona - Pl. Catalunya | Av. Tibidabo            | Gràcia    |                        |
| Barcelona - Pl. Catalunya       | Barcelona - Pl. Catalunya | Terrassa Nacions Unides | Gràcia    |                        |
| Barcelona - Pl. Catalunya       | Barcelona - Pl. Catalunya | Sabadell Parc del Nord  | Gràcia    |                        |
| Tram de Barcelona               |                           |                         |           |                        |
| Projectat                       |                           |                         |           |                        |
| Bon Viatge                      | Balmes                    |                         | Verdaguer | Gorg                   |
| Hospital Sant Joan Despí \| TV3 | Balmes                    |                         | Verdaguer | Gorg                   |
| Quatre Camins                   | Balmes                    |                         | Verdaguer | Gorg                   |
| Bon Viatge                      | Balmes                    |                         | Verdaguer | Port de Badalona       |
| Hospital Sant Joan Despí \| TV3 | Balmes                    |                         | Verdaguer | Port de Badalona       |
| Quatre Camins                   | Balmes                    |                         | Verdaguer | Port de Badalona       |

## Galeria d'imatges

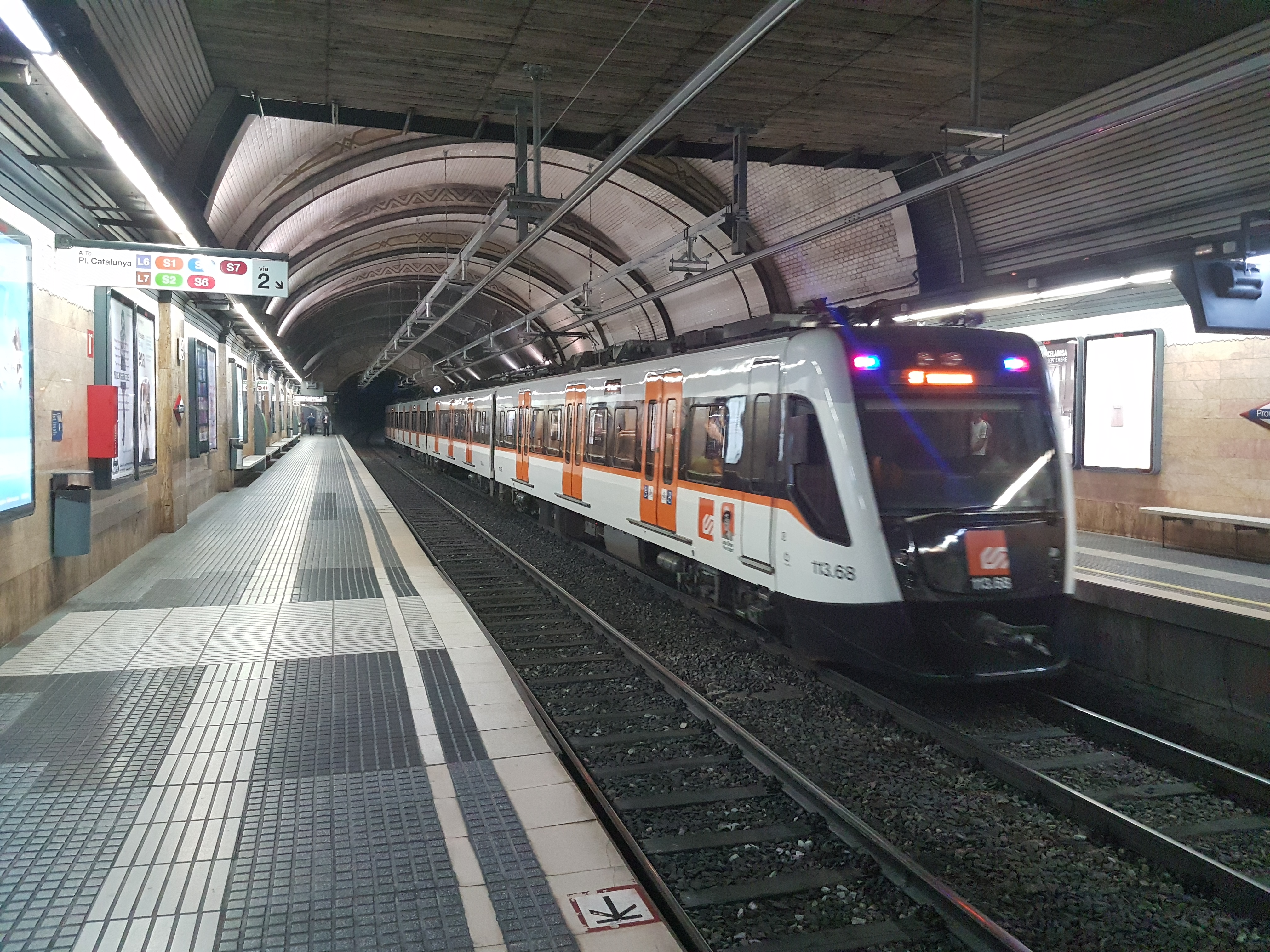
Unitat 113 amb servei S1 direcció Terrassa a l'estació de Provença de FGC
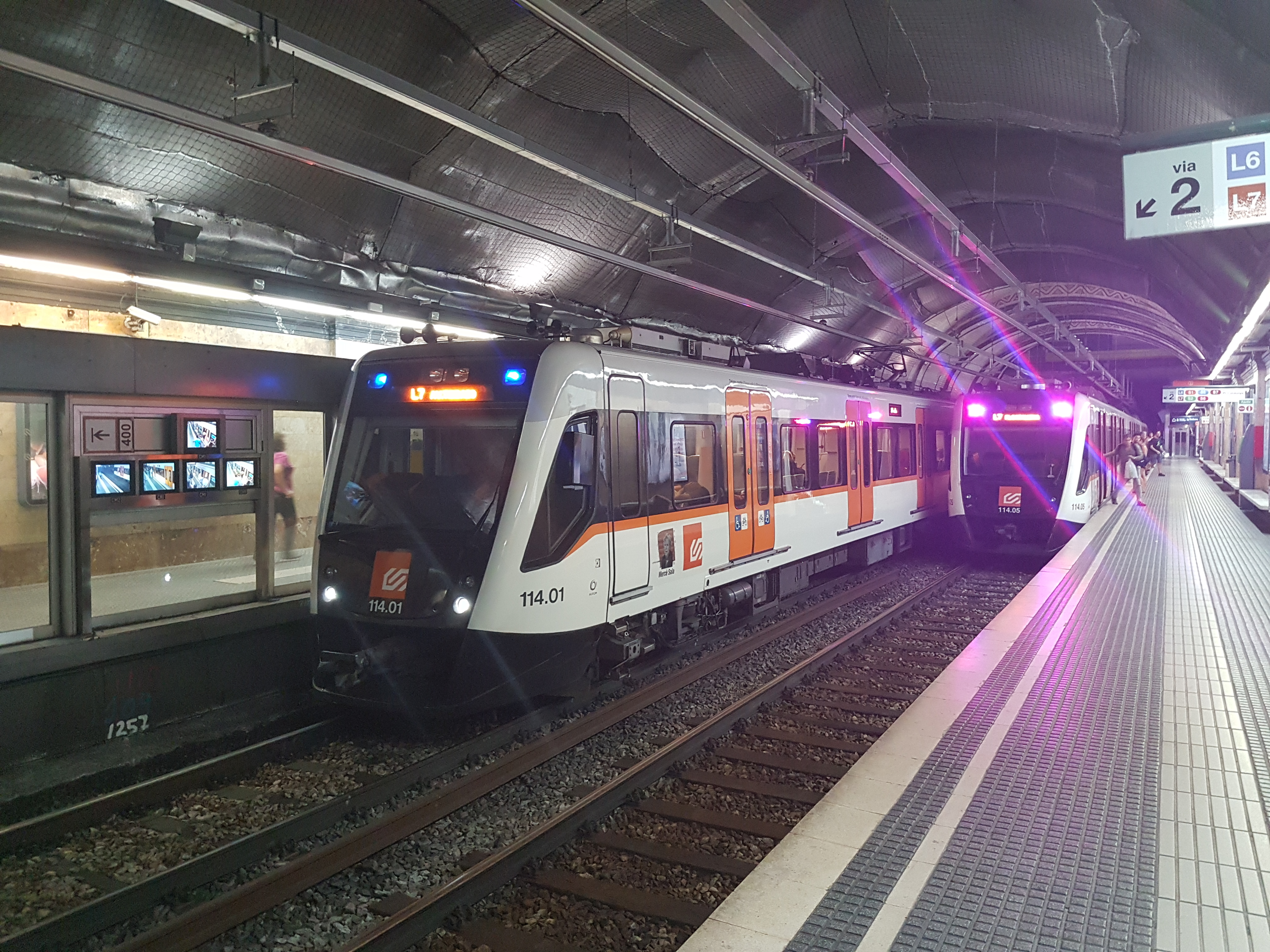
Unitats 114 de L7 es creuen a l'estació de Provença de FGC
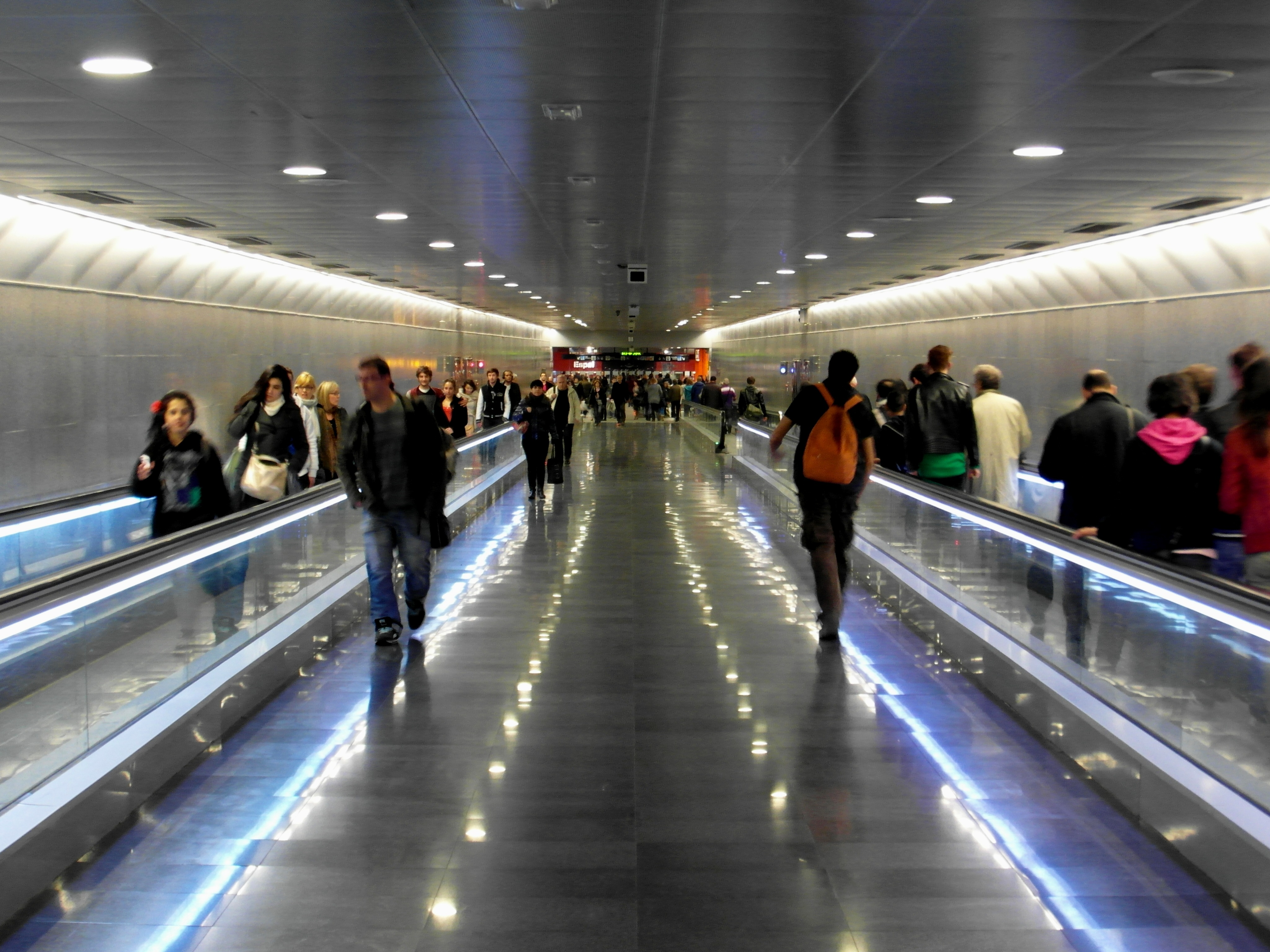
Passadís de connexió entre l'estació de FGC i la L3 i L5 de TMB
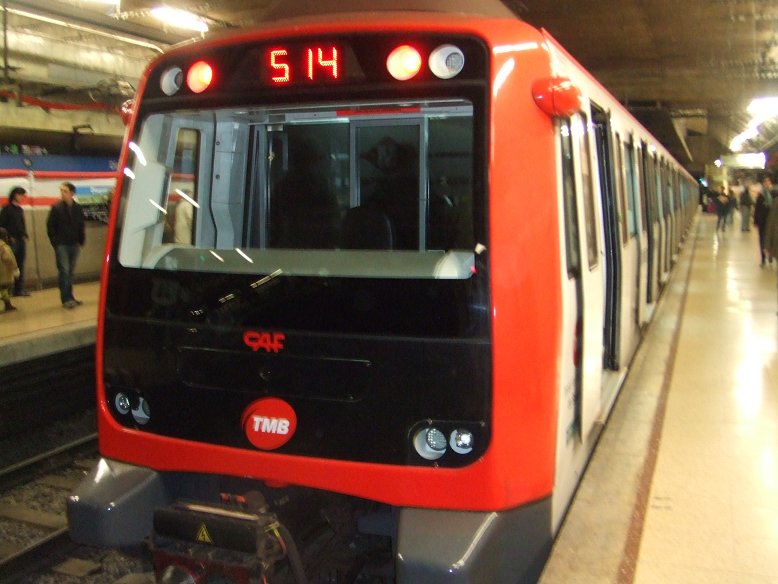
Unitat 5000 a l'estació de Diagonal de la L5

## Accessos

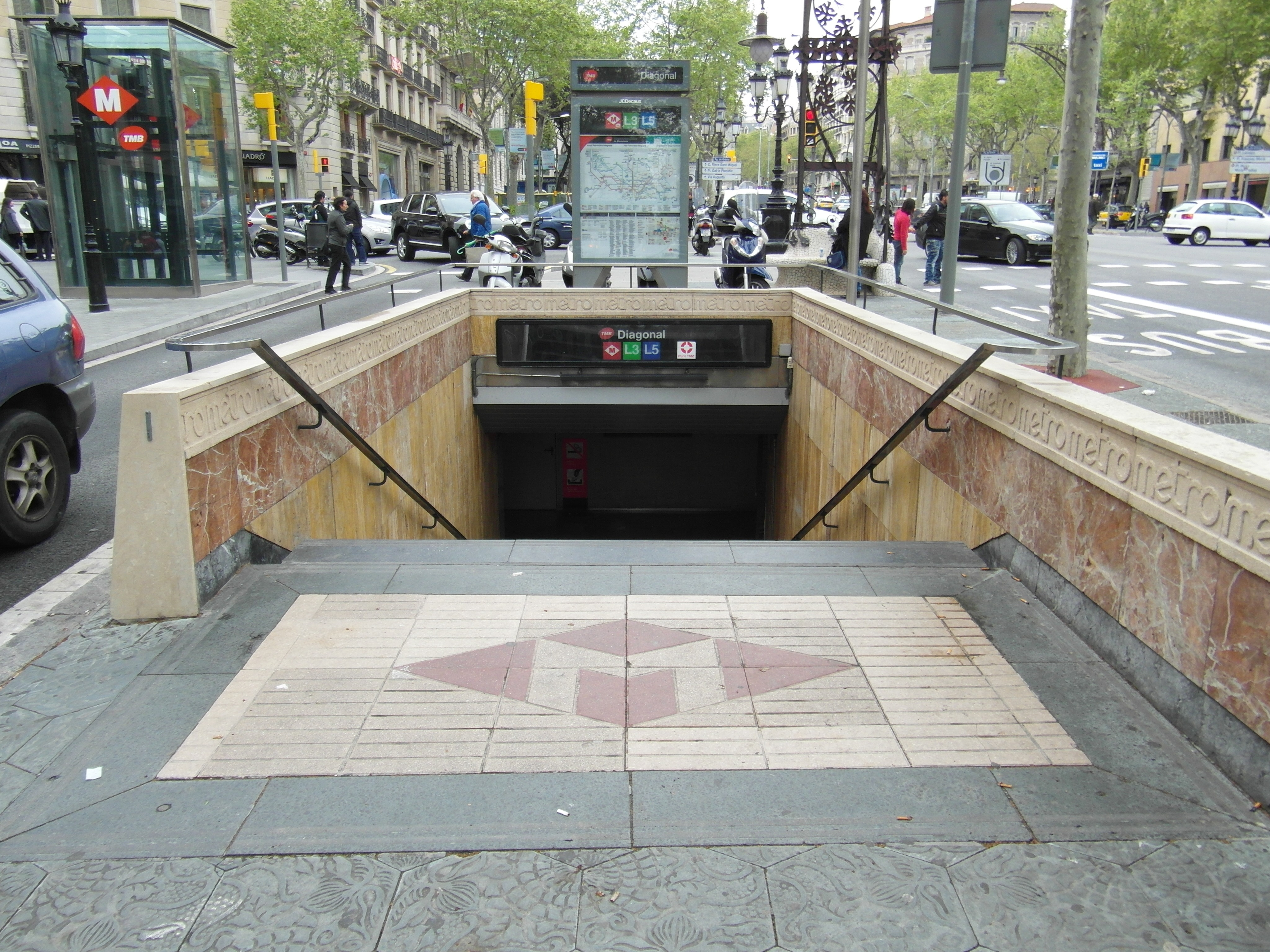
Accés al Passeig de Gràcia

- Passeig de Gràcia (enllaç L5 i FGC)
- Rosselló (enllaç FGC)
- Rambla Catalunya (enllaç L3)
- Avinguda Diagonal
- Carrer Provença - Balmes (enllaç Metro)